# Jessie Magdaleno
Jessie Magdaleno est un boxeur mexicano-américain né le 8 novembre 1991 à Las Vegas, Nevada.

## Carrière
Passé professionnel en 2010, il devient champion du monde des poids super-coqs WBO le 5 novembre 2016 en battant aux points Nonito Donaire. Il conserve son titre le 22 avril 2017 en battant par arrêt de l'arbitre au second round Adeilson Dos Santos puis perd par arrêt de l'arbitre au 11e round contre Isaac Dogboe le 28 avril 2018.